# Ljubstava
Ljubstava je naselje v Občini Videm.